# Жозефина Клингер Зуньига
Жозефина Клингер Суньига (род. 1965, Нуки, Чоко) — колумбийский эколог и общественный деятель из Нуки. Она основательница и директор организации Mano Cambiada, которая продвигает устойчивый туризм в департаменте Чоко посредством модели общественного самоуправления. Клингер Суньига получила Женскую премию Cafam в 2015 году и Международную женскую премию за отвагу в 2022 году.

## Ранняя жизнь и семья
Жозефина Клингер Суньига родилась в 1965 году в Нуки, департамент Чоко, была единственным ребёнком в семье матери национальности нукисеньо и отца-немца. У неё 21 сводный брат и сестра. Она покинула Нуки в поисках экономических возможностей, но вернулась в возрасте 25 лет как мать-одиночка с двумя детьми и финансовыми трудностями. Работала продавцом в аптеке.

## Mano Cambiada
В 2006 году Клингер основала организацию Mano Cambiada для продвижения устойчивого туризма и экотуризма в Чоко посредством взаимодействия с местным населением. Она основала организацию вместе с восемью другими женщинами и четырьмя мужчинами. Они сотрудничали с внешними заинтересованными сторонами и для развития устойчивого туризма объединились с 30 различными местными предприятиями, включая рестораны, хостелы, консультационные центры, рыболовные и фермерские рынки. Mano Cambiada продвигает экологические и социальные инициативы, подчеркивающие культурную самобытность афроколумбийских и коренных общин бухты Утриа. Организация основала экологическую и культурную школу, объединяющую танцоров, музыкантов и экологические клубы в Национальном природном парке Утрия, чтобы помочь сохранить охраняемую территорию посредством территориального управления. Организация оказала влияние на семьи и общины в Нуки и Баия-Солано, вовлекая около 6000 местных жителей, в том числе 2000 представителей коренного населения. Благодаря успеху организации правительство Колумбии предоставило ей право управлять туристическими услугами на территории Национального природного парка Утриа.
Mano Cambiada реализовала проекты совместно с Министерством торговли, промышленности и туризма Колумбии, Системой национальных природных парков, Фондом окружающей среды и действий детей Fondo Acción и Red Colombia Verde. Mano Cambiada работает над возрождением традиций мано камбиада, бартера и минги.
В Mano Cambiada ежегодно проводится Фестиваль миграции, посвященный миграции китов, птиц и черепах, пересекающих этот район. Фестиваль включает в себя празднование устной истории, детские парады, театр, фотографию и танцы.

## Награды и отличия
Mano Cambiada был признан журналом Semana в 2012 году «одной из 100 идей социальных и экологических инноваций, которые меняют мир». В 2013 году Клингер Суньига заняла первое место Premio Mujeres de Éxito в категории «Социальное сообщество».
Клингер Суньига получила женскую премию Cafam (Premio Cafam a la Mujer) в 2015 году. В 2022 году она стала лауреатом Международной женской премии за отвагу.

## Личная жизнь
Клингер Суньига живёт в Нуки, у неё трое детей. Когда ей было 32 года, она чуть не умерла от туберкулёзного менингита. Ранее она жила в Медельине, Боготе, Кали, Баии-Солано, Кибдо и Панаме.